# Campagne de l'Adriatique durant la Première Guerre mondiale
Première Guerre mondiale
La campagne de l’Adriatique durant la Première Guerre mondiale était une campagne navale entre les Empires centraux et les escadres méditerranéennes du Royaume-Uni, de la France, du royaume d'Italie, de l'Australie et des États-Unis.

## Caractéristiques
Les opérations navales durant la Première Guerre mondiale dans l'Adriatique consistèrent principalement en des bombardements austro-hongrois de la côte orientale de l'Italie et en des incursions sous-marines allemandes et austro-hongroises de plus grande envergure en Méditerranée.
Les forces alliées se limitèrent principalement à bloquer les marines des puissances centrales dans l'Adriatique, ce qui fut un succès en ce qui concerne les unités de surface, mais échouèrent pour les sous-marins qui trouvèrent des ports sûrs et des passages faciles dans et hors de la région durant toute la durée de la guerre. Considéré comme une partie relativement secondaire de la guerre navale de la Première Guerre mondiale, ces opérations immobilisèrent néanmoins des forces importantes.
La campagne de l'Adriatique était également importante parce que, pour la première fois, deux nouvelles armes furent utilisées avec succès dans la guerre, à savoir le torpilleur MAS de Luigi Rizzo qui coula le cuirassé SMS Szent István et la torpille humaine de Raffaele Rossetti qui envoya par le fond le cuirassé SMS Viribus Unitis en 1918.

## Histoire

### 1914

#### Début de la guerre

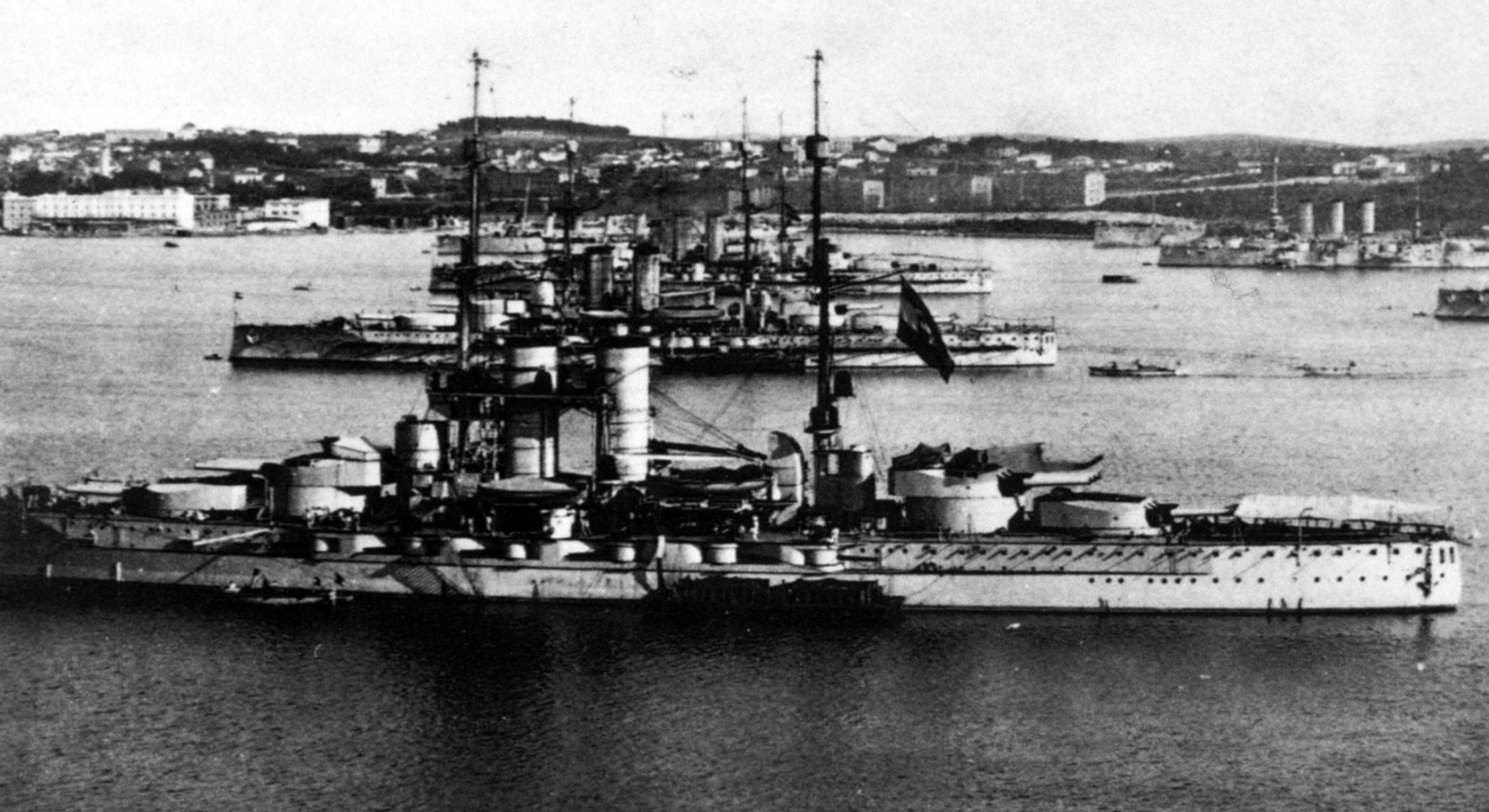
Dreadnoughts austro-hongrois à Pola.

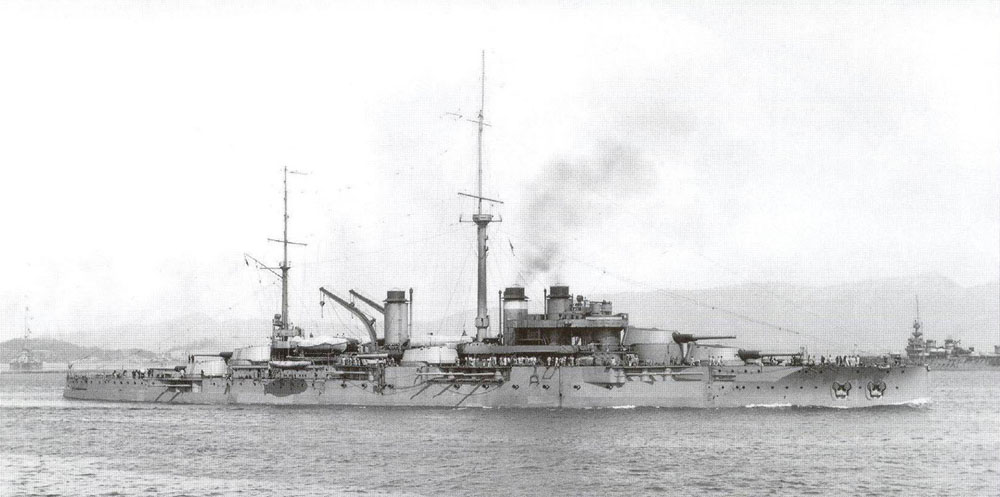
Le cuirassé français Jean Bart.

Le 6 août 1914, un accord naval franco-anglais fut signé, donnant à la France la direction des opérations navales en Méditerranée. Les restes des forces britanniques de Méditerranée, un croiseur cuirassé, quatre croiseurs légers et 16 destroyers, furent placées sous le contrôle de l'Escadre française de Méditerranée, et les bases de Gibraltar et de Malte furent ouvertes aux Français.
Un jour après la déclaration de guerre de la France à l'Autriche-Hongrie le 11 août, une flotte française sous le commandement de l'amiral Augustin Boué de Lapeyrère arriva à Malte. Il avait l'ordre de naviguer avec tous les navires français et britanniques disponibles, de passer en mer Adriatique et d'entreprendre toutes les opérations qu'il jugerait les meilleures contre les ports autrichiens. Lapeyrère décida de surprendre les navires autrichiens en imposant un blocus du Monténégro. La force alliée principale comprenait les cuirassés français Courbet et Jean Bart, et le croiseur Jurien de la Gravière. Deux escadrons français de pré-dreadnoughts, deux escadrons de croiseurs et cinq escadrons de destroyers furent maintenus en appui. Le groupe de soutien britannique comprenait deux croiseurs blindés et trois divisions de destroyers. La force anglo-française a réussi à isoler et à couler le vieux croiseur austro-hongrois SMS Zenta au large de Bar le 16 août durant la bataille d'Antivari.n
Pendant la plus grande partie de la fin août, l'essentiel de l'action consista en un simple bombardement de troupes serbes et monténégrines par des navires autrichiens. Le 9 août, le pré-dreadnought SMS Monarch bombarda la station de radio française de Budva, tandis que le destroyer SMS Panther bombardait le Mont Lovćen. Le 17 août, le Monarch bombarda une station de radio monténégrine au large de Bar, puis une autre station au large du Point Volovica le 19 août. Pendant ce temps, une escadre française bombardait les troupes autrichiennes à Prevlaka.
Les forces françaises et monténégrines tentèrent également de ravager Cattaro en septembre, octobre et novembre 1914, et la marine austro-hongroise y fut également appelée, entraînant une défaite décisive pour les Alliés.
Les Français et les Autrichiens passèrent la plus grande partie de ce temps à poser de vastes champs de mines dans les eaux peu profondes de l'Adriatique. La plupart du temps, cette tache fut exécutée par des destroyers de nuit. Plusieurs navires à vapeur heurtèrent ces mines et coulèrent ou furent endommagés.

#### Le Goeben
En juillet, le croiseur de bataille allemand SMS Goeben navigua vers Trieste depuis Pola. Lui et le croiseur allemand SMS Breslau y étaient ancrés depuis le début de l'été. Le 1er août, le Goeben et le Breslau se retrouvèrent à Brindisi, puis se dirigèrent vers Messine pour charbonner. Ils levèrent l’ancre pour Constantinople le 6 août, suivi de près par le croiseur britannique HMS Gloucester.
Le 7 août, une flotte austro-hongroise composée de six cuirassés, de deux croiseurs et de 19 destroyers et torpilleurs, sortit de Pola pour escorter le Goeben et le Breslau dans les eaux territoriales austro-hongroises, et rentra au port le jour suivant sans jamais entrer en contact. Le Goeben et le Breslau engagèrent brièvement le HMS Gloucester et la chasse fut abandonnée par les Britanniques. Au 10 août, les deux navires de guerre allemands étaient en sécurité dans les Dardanelles et se dirigeaient vers la Turquie.

#### Hiver
En novembre, le sous-marin français Cugnot (en) réussit à se glisser dans les Bouches de Cattaro jusqu'à la baie de Topla, mais il fut chassé par le destroyer autrichien SMS Blitz et le torpilleur Tb 57T.
Plus tard ce mois-là, le sous-marin français Curie attaqua le barrage du port de Pola et attendit sa chance de s’introduire dans le port. Deux jours plus tard, le 20 décembre, lors d'une tentative pour se faufiler dans le port, il s'empêtra dans un filet anti-sous-marin et ne put se libérer. Forcé de faire surface pour avoir de l'air frais, il fut coulé par le destroyer autrichien SMS Magnet (de) et le torpilleur Tb 63T. Il y eut trois victimes. Les Autrichiens ont renflouèrent l'épave entre décembre 1914 et février 1915. Il fut ensuite réparé et remis en service sous le nom de U-14 en juin 1915.
Le 21 décembre, le sous-marin U-12 (en) tira une torpille sur le cuirassé français Jean Bart au large de l'île de Sazan. Le cuirassé dut se retirer à Malte pour d'importantes réparations.

### 1915
En février, le destroyer français Dague, escortant le navire de transport Whitehead à Bar, coula après avoir heurté une mine. Ce même mois, le sous-marin autrichien U-12 fut attaqué sans succès au large du cap Mendra par un sous-marin français. Le destroyer autrichien SMS Csikós bombarda les positions monténégrines à Bar avec le Tb 15 et le Tb 68F.
En avril, le sous marin autrichien U-5 (en), commandé par le lieutenant Georg von Trapp, pourchassa le croiseur blindé français Victor Hugo au large de Paxos, mais ne put tirer aucune torpille. Par ailleurs, l’U-5 torpilla le croiseur blindé français Léon Gambetta après une poursuite de deux jours au large de Santa Maria di Leuca, causant 684 morts dont le contre-amiral Sénès. Seuls 137 marins français survécurent. L’U-4 (en) autrichien torpilla et endommagea le croiseur léger britannique HMS Dublin (en). En outre, le destroyer autrichien SMS Warasdiner bombarda les positions ennemies à Bar.

#### Bombardement d'Ancône

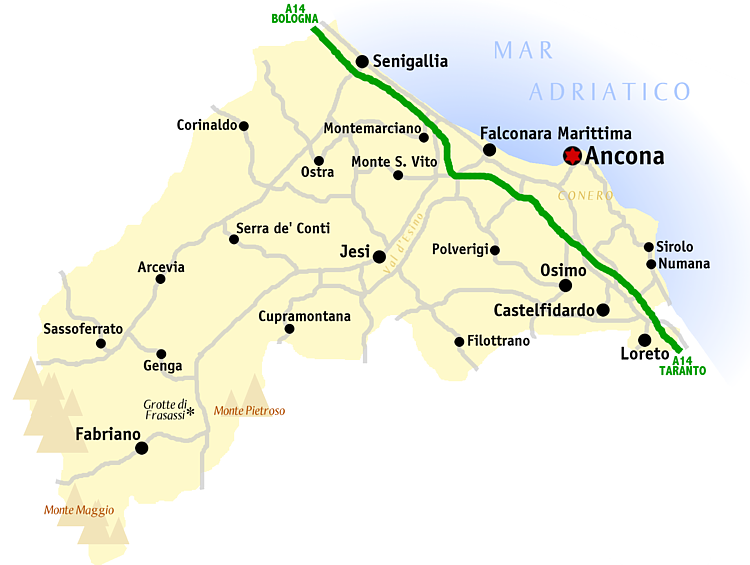
Province italienne d'Ancône.

Lorsque le royaume d'Italie déclara la guerre à l'Autriche-Hongrie le 23 mai, la flotte autrichienne réagit rapidement en lançant plusieurs attaques contre la région des Marches en Italie. Ce jour-là, le destroyer Dinara et le Tb 53T bombardèrent le port d'Ancône. Le destroyer SMS Lika, en mission de reconnaissance entre Pelagosa et le cap Gargano, bombarda le sémaphore et la station de radio de Vieste et tira sur le destroyer italien Turbine. Le 24 mai, la majeure partie de la flotte autrichienne à Pola navigua en direction de la côte italienne de l'Adriatique. Elle comprenait les dreadnoughts SMS Viribus Unitis, Tegetthoff, Prinz Eugen et huit pré-dreadnoughts. La flotte bombarda plusieurs villes et d'autres cibles dans et autour de la province d'Ancône, endommageant en particulier la ville portuaire d'Ancône.

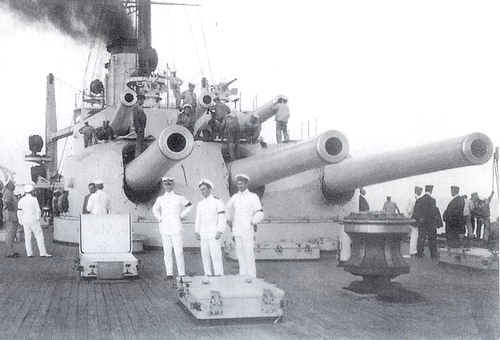
Tourelle triple du SMS Tegetthoff.

Le destroyer SMS Velebit bombarda le dirigeable italien Città di Ferrara au large d'Ancône. Le pré-dreadnought SMS Radetzky et deux torpilleurs canonnèrent Potenza Picena, puis retournèrent à Pola. Le pré-dreadnought SMS Zrínyi, de la classe Radetzky, avec deux torpilleurs attaquèrent Senigallia, détruisant un train et endommageant une gare et un pont, puis retournèrent à Pola. Le torpilleur Tb 3 attaqua sans succès par un dirigeable italien. Le croiseur léger SMS Admiral Spaun attaqua la station de télécommunication italienne de l'île de Cretaccio, tandis que le SMS Sankt Georg, avec deux torpilleurs, canonna Rimini, endommageant un train de marchandises. Le destroyer SMS Streiter bombarda la station de radiocommunication près de la tour Mileto. Le croiseur léger SMS Novara, un destroyer et deux torpilleurs entrèrent dans le canal de Corse et canonnèrent une base de torpilleurs italiens, une station de sémaphore et des batteries d'artillerie côtières.
Le croiseur léger SMS Helgoland, aidé de quatre destroyers, envoya par le fond le destroyer italien Turbine dans une bataille rangée au sud de Pelagosa. Le destroyer SMS Tátra bombarda le quai près de Manfredoine tandis que le destroyer SMS Csepel bombardait la gare de Manfredoine.
Enfin, des hydravions austro-hongrois larguèrent des bombes sur Venise et des hangars de dirigeables à Chiaravalle.

#### Raids alliés
En réponse, le 5 juin, quatre forces alliées ont attaquèrent la côte autrichienne. Quatre croiseurs blindés italiens, escortés par quatre destroyers français, bombardèrent Cavtat; le croiseur britannique HMS Dublin (en), escorté par cinq destroyers italiens, bombarda Donzella; le croiseur léger italien Quarto, escorté par quatre destroyers, bombarda Lastovo; le croiseur léger italien Nino Bixio (en), deux destroyers italiens et deux français bombardèrent l'île de Lissa. Le 9 juin, une force mixte de destroyers britanniques, français et italiens canonna la station de radiocommunication austro-hongroise au cap de Rodon en Albanie.

#### L'été 1915
Le croiseur blindé SMS Sankt Georg et un escadron de torpilleurs bombardèrent Rimini le 16 juin, causant des dégâts mineurs. Puis, le 17 juin, les croiseurs SMS Novara et SMS Admiral Spaun et leurs escortes attaquèrent et coulèrent le vapeur italien Maria Grazia au large de Giulianova. Le lendemain, ils bombardèrent Rimini et Fano, détruisant la station de radio italienne.
L'été 1915 fut également une période de succès pour les sous-marins autrichiens. Le 10 juin, l'U-11 coula le sous-marin italien Medusa et le torpilleur Serpente. L’U-10 envoya par le fond le torpilleur italien PN 5 le 26 juin, au large de Venise. Le 18 juillet, l’U-4 (en) torpilla et coula le Giuseppe Garibaldi. Le 29 août, l’U-5 (en) captura le bateau grec Céphalonie de Durazzo. Mais ce ne fut pas sans pertes. Le 13 août, l’U-3 (en) fut coulé à Brindisi par le destroyer français Bisson, après avoir été sévèrement endommagé par le croiseur auxiliaire italien Città di Catania la vneille.
L'aéronavale austro-hongroise lança également des raids de bombardement réguliers contre Bari et Brindisi en juin, endommageant légèrement le croiseur protégé britannique HMS Amethyst lors d’un raid avec des tirs de mitrailleuses. Et le chalutier armé britannique Schiehallion fut coulé par une mine. L'Amalfi fut coulé au large de Venise par le sous-marin allemand UB-14 le 2 juillet. Tandis que le croiseur de reconnaissance italien Marsala (en) bombardait la gare de Gravosa (en) le 18 juillet, le croiseur reconnaissance Quarto et trois destroyers italiens attaquèrent les Autrichiens à Guiparra.
Le SMS Helgoland, sept destroyers et quatre torpilleurs soutinrent un débarquement autrichien à Pelagosa le 28 juillet. Le débarquement fut repoussé par la garnison italienne, qui était arrivée dans l'île le 11 juillet. Le 17 août, les croiseurs légers Helgoland, Saida et plusieurs destroyers canonnèrent encore l'île. Le réservoir d'eau fut gravement endommagé et le lendemain les Italiens commencèrent l'évacuation. Le 17 août, l'un des croiseurs fut torpillé sans succès par un sous-marin italien au retour. Le dernier événement sur mer de l'été fut le naufrage, le 26 septembre, du cuirassé italien Benedetto Brin dans le port de Brindisi résultat de l’action de saboteurs austro-hongrois de langue italienne. Plus de 450 marins furent tués.
À la fin de septembre, les Alliés établirent le barrage d'Otrante, une tentative de bloquer l'entrée de la mer Adriatique au canal d'Otrante.

#### Décembre

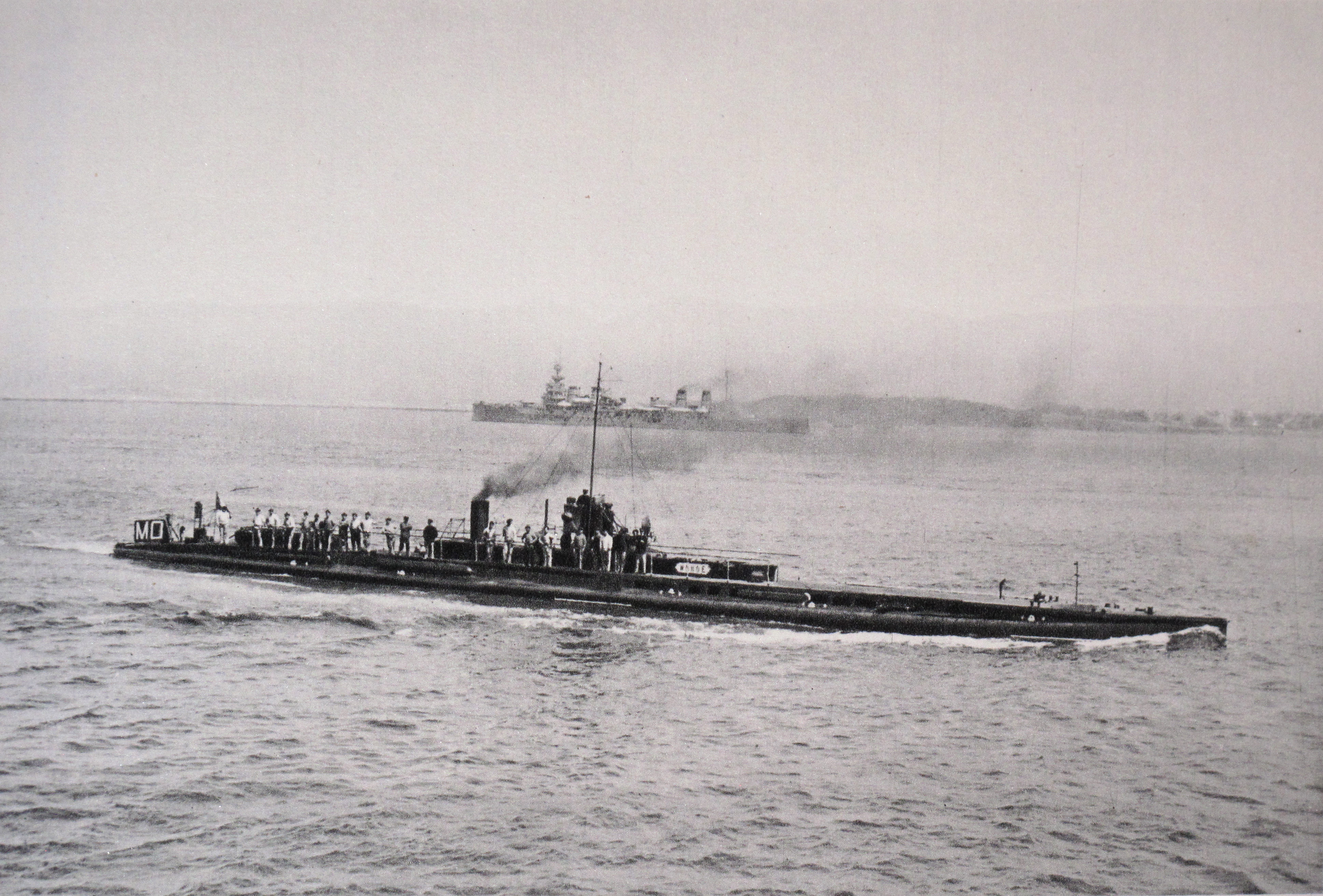
Le Monge

Début décembre, le sous-marin français Fresnel (en) s'échoua au large de l'estuaire de la rivière Bojana à cause d'une mauvaise navigation et fut détruit par le destroyer autrichien SMS Warasdiner. Le croiseur SMS Helgoland et trois destroyers firent une sortie contre le barrage d'Otrante du 5 au 22 décembre et effectuèrent des reconnaissances au large de la côte albanaise et de San Giovanni di Medua. Ils coulèrent un navire piquet italien, trois navires à vapeur chargés de munitions et deux goélettes armées en route vers le nord de l'Albanie.
Le croiseur léger SMS Helgoland et cinq destroyers de classe Tatra quittèrent Cattaro et se dirigèrent vers Durazzo tars dans la journée du 28 décembre 1915. Lors de son passage, le sous-marin français Monge fut percuté par le croiseur SMS Helgoland et finalement coulé au canon par le destroyer SMS Balaton. Tôt le lendemain, les escadrons autrichiens ouvrirent le feu sur des cibles à Durazzo, coulant de petits navires. Puis ils naviguèrent dans un champ de mines. Le destroyer Lika fut coulé et le Triglav fut endommagé. Il fut pris en remorque et la force autrichienne navigua lentement vers le nord. Une force alliée avait déjà quitté Brindisi, dans le but de les intercepter. Elle était composée des croiseurs légers britanniques HMS Dartmouth et Weymouth, des croiseurs légers italiens RN Quarto et Nino Bixio et de cinq destroyers français. En l'appui à la force en retraite, les Autrichiens expédièrent le croiseur blindé SMS Kaiser Karl VI et le croiseur léger Novara de Cattaro. Tôt dans l'après-midi du 29 décembre, les navires alliés avancés engagèrent l'escadron léger autrichien en retraite, qui était encore à mi-chemin de sa base. Le Triglav fut abandonné et sabordé et un duel d'artillerie à longue portée fut livré durant tout l'après-midi. Le SMS Tatra fut endommagé mais la force légère autrichienne put atteindre Cattaro en toute sécurité.

### 1916
Les sous-marins autrichiens coulèrent ou endommagèrent un certain nombre de navires en 1916. L’U-11 captura le navire-hôpital italien King Albert le 18 janvier à San Giovanni di Medua. L’U-6 (en) coula le contre-torpilleur français Renaudin le 16 mars à Durazzo. Le 8 juin, l’U-5 torpilla et coula le transport de troupes italien Principe Umberto à Linguetta. Plus tard, l’U-5 fit face à un groupe de destroyers franco-italiens (combat non décisif) le 2 août et torpilla le Q-Ship italien Pantelleria au sud de Tarente le 14 août.
Le 15 septembre 1916, les deux hydravions austro-hongrois L.132 et L.135 contraignirent le sous-marin français Foucault (en) à faire surface en larguant des bombes. Le L.135 finit par couler le sous-marin tandis que les 27 survivants s'accrochaient aux deux hydravions sur l’eau, pour finalement être sauvés par le Tb 100M. Ce fut le premier naufrage d'un sous-marin dû à des aéroplanes dans l'histoire de la guerre navale.
Le même jour, le sous-marin français Ampère envoya deux torpilles au but contre le navire hôpital austro-hongrois No I (l'ancien navire à vapeur Lloyd Elektra) au large du cap Planka (Rat Ploca), causant deux morts. Le navire-hôpital endommagé dut être échoué dans la baie de Borovica pour d'autres réparations.
Dans la nuit du 22 au 23 décembre, les destroyers austro-hongrois SMS Scharfschütze, Reka, Dinara et Velebit attaquèrent les chalutiers qui patrouillaient sur le barrage d'Otrante, qui demandèrent de l'aide aux destroyers français Casque, Protet, Commandant Rivière, Commandant Bory, Dehorter et Boutefeu qui escortait un convoi de Brindisi à Tarente. En raison de problèmes de communication, seuls le Casque et le Commandant Rivière attaquèrent, mais les chaufferies du Casque furent rapidement touchées et il dut ralentir à 23 nœuds (43 km/h). Afin d’appuyer les destroyers français, les destroyers italiens Giuseppe Cesare Abba, Ippolito Nievo et Rosolino Pilo quittèrent Brindisi peu de temps après, suivis par le croiseur britannique HMS Gloucester escorté par l’Impavido et l’Irrequieto. Les groupes français et italiens firent jonction dans l'obscurité, le Giuseppe Cesare Abba percuta le Casque ; et quelques instants plus tard, le Boutefeu percutait le Giuseppe Cesare Abba. Pendant que les navires endommagés devaient être remorqués, les Autrichiens s'échappèrent dans la nuit.
Le retour de la bataille d'Otrante, le 15 mai 1917, amena le croiseur britannique HMS Dartmouth (en) à portée de l'UC-25 qui avait posé des mines au large de Brindisi.
À 13 h 30, l’UC-25 torpilla le Dartmouth à environ 31 milles (58 km) au large de Brindisi. Pendant quelque temps, le navire fut considéré comme perdu, mais il fut remorqué par un équipage de sauvetage plus tard. En apprenant que le Dartmouth avait été torpillé, le Boutefeu se porta à son aide, seulement pour heurter une des mines de l’UC-25.

### 1917
En août 1917, l’U-14, commandé par le lieutenant Von Trapp, avait coulé plus de 24 000 t de navires ennemis, dont le paquebot italien Milazzo (11 660 t). L’U-4 torpilla le vapeur italien Italia près de Tarante le 30 mai, et le 16 novembre, l’U-43 endommagea gravement le bateau à vapeur italien Oriona entre Brindisi et Valone. Dans la nuit du 9 au 10 décembre, tandis que SMS Wien et le SMS Budapest étaient à l'ancre à Trieste, deux MAS italiens réussirent à pénétrer les défenses du port sans être détectées et tirèrent plusieurs torpilles sur les deux navires. Le Wien fut touché par deux torpilles et coula en moins de cinq minutes emportant avec lui 46 marins.

#### L'attaque de Premuda
À 3h30, le matin du 10 juin 1918, le cuirassé SMS Szent István, en compagnie du SMS Tegetthoff et de sept autres navires en route pour attaquer le barrage d'Otrante, fut touché par deux torpilles lancées par la vedette-torpilleur italien MAS-15, sous le commandement du capitaine de corvette Luigi Rizzo (qui avait déjà coulé le SMS Wien), près de l'île de Premuda, près de Zara. Beaucoup des 1 087 membres de l'équipage étaient endormis, se reposant pour la bataille prévue quelques heures plus tard. Le chaos immédiat se transforma rapidement en efforts frénétiques pour sauver le navire qui embarquait rapidement de l'eau. Le Tegetthoff fut frappé par une torpille d'un second MAS, mais elle n'explosa pas.

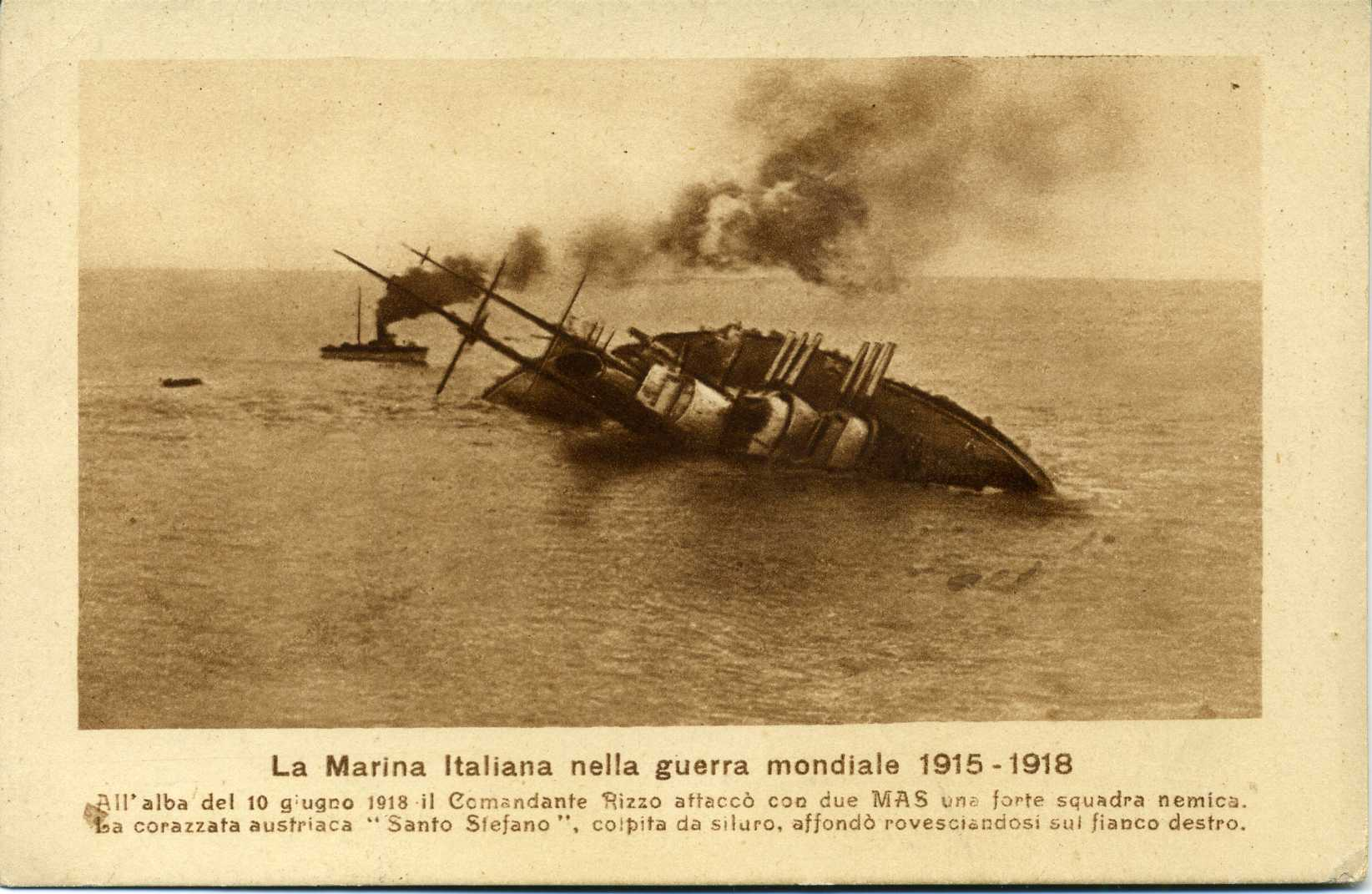
Les derniers moments du SMS Szent István, frappé par une torpille du MAS italien de Luigi Rizzo.

Puis le Tegetthoff, qui s'était d'abord éloigné du voisinage de l'attaque à la torpille, revint et prit le Szent István en remorque, dans une tentative pour atteindre la grande cale sèche de Pula. Cependant, les pompes étaient insuffisantes pour étaler la voie d’eau et le navire continua à s’enfoncer lentement, et coula à 6h12, près de 3 heures après avoir été touché.
Les failles dans la conception de la classe Tegetthoff, avec peu de déplacement et un centre de gravité élevé, lesté du poids énorme de ses douze batteries principales de 305 mm, n'aidèrent pas à l'opération de sauvetage. Il y eut, cependant, seulement 89 morts, en partie attribués au fait que tous les marins de la K.u.K. avaient dû apprendre à nager avant d'entrer en service actif. L'attaque du barrage d'Otrante fut annulée à la suite de cette attaque.

### 1918
Le 13 février, le sous-marin Bernouilli (en) (sous le commandement d'Audry) fut perdu corps et biens après avoir heurté une mine au large des Bouches de Cattare.
Les 22 et 23 avril, les destroyers autrichiens de la classe Tátra, le SMS Triglav, le SM Uzsok, le SMS Dukla, le SMS Lika et le SMS Csepel rencontrèrent les destroyers britanniques l’HMS Jackal (en) et le HMS Hornet (en), australien le HMAS Torrens (en) et français le Cimeterre. Le HMS Hornet fut gravement endommagé durant le combat qui s’ensuivit mais l'alarme avait été donnée et les Autrichiens s’en retournés vers leurs bases, poursuivi par l’HMS Jackal, qui avait perdu son mât principal.
Le 20 septembre, le sous-marin français Circé (en) fut torpillé à 7 milles nautiques (13 km) au nord-ouest du cap Rodoni par le sous-marin austro-hongrois U-47 et sombra.

#### Deuxième bataille de Durazzo
Le 2 octobre, une flotte alliée composée de navires de guerre italiens, britanniques, australiens et américains attaquèrent le port de Durazzo, en Albanie, lors de la deuxième bataille de Durazzo. La flotte se composait de plus de 55 navires avec des bateaux torpilleurs MAS et des avions de soutien. Les forces alliées détruisirent les batteries côtières austro-hongroises et défirent un petit escadron de patrouilleurs tout en subissant des dommages relativement légers. Durazzo fut laissé en flammes, plusieurs bâtiments, ponts et cibles ferroviaires furent bombardés ce qui força l'évacuation de la ville. Une semaine après la bataille, une armée alliée occupa la ville sans résistance.

#### Naufrage du Viribus Unitis
Le 1er novembre, l'ex-vaisseau amiral austro-hongrois SMS Viribus Unitis fut coulé, en même temps que le navire marchand Wien, tous deux à l'ancre à Pola par une mine limpet attachée par l'équipage d'une mignata italienne (torpille humaine). La mignata fut le précurseur de la torpille humaine et avait été inventé par l’ingénieur naval Raffaele Rossetti.
À l'époque, toute la marine autrichienne avait été transférée au nouvel État des Slovènes, Croates et Serbes, mais les assaillants italiens n'en avaient pas été informés.

## Résultats obtenus par les sous-marins austro-hongrois
Beaucoup de sous-marins austro-hongrois et allemands opérèrent hors de l'Adriatique pendant toute la guerre. En raison du manque de coopération des Alliés dans les zones de contrôle méditerranéennes et de l'institution tardive du système de convois, les sous-marins allemands connurent de réels succès durant les premières années de guerre.
Les sous-marins de la marine austro-hongroise coulèrent 117 navires au cours de la Première Guerre mondiale, avec un total de 223 653 t. Ses victimes les plus connues furent :
- Léon Gambetta
- Giuseppe Garibaldi
- sous-marin Néréide (en)
- Renaudin
- Fourche
- Impetuoso
- Nembo
- HMS Phoenix (en)
- Circé (en)

En outre, Les sous-marins de la marine austro-hongroise endommagèrent les navires suivants:
- Jean Bart
- HMS Dublin (en)
- Sakaki
- HMS Weymouth (en)

| Année   | 1914 | 1915   | 1916   | 1917    | 1918   |
| ------- | ---- | ------ | ------ | ------- | ------ |
| Tonnage | 13   | 22.568 | 25.716 | 112.716 | 58.902 |
| Source: |      |        |        |         |        |